# Georg Langerfeldt
Georg Karl Arnold Langerfeldt (* 12. Juni 1846 in Bückeburg; † 19. November 1903 ebenda) war Jurist und Mitglied des Deutschen Reichstags.

## Leben
Langerfeldt besuchte das Gymnasium in Bückeburg bis 1864 und studierte danach bis 1867 Rechtswissenschaften an den Universitäten Jena und Göttingen. Während seines Studiums wurde er 1865 Mitglied der Burschenschaft Arminia auf dem Burgkeller. Nach absolviertem Staatsexamen war er im staatlichen und kommunalen Justizverwaltungsdienst des Fürstentums Schaumburg-Lippe und der Stadt Stadthagen tätig. 1872 ließ er sich als Rechtsanwalt in Bückeburg nieder, wo er als solcher beim Landgericht Bückeburg und dem Oberlandesgericht Oldenburg praktizierte. Seit 1881 war er Mitglied des Schaumburg-Lippeschen Landtages und seit 1887 dessen Vizepräsident, bis er 1893 aus dem Landtag ausschied.
Von 1890 bis 1898 war er Mitglied des Deutschen Reichstags für den Reichstagswahlkreis Fürstentum Schaumburg-Lippe (Bückeburg, Stadthagen).
Seit 1877 war er verheiratet mit Else, geborene Heumann, mit der er sechs Kinder hatte.